# Pilar (yacht)
La Pilar est un yacht à moteur, lancé en 1934, ayant appartenu à Ernest Hemingway.
L'écrivain achète son bateau de pêche-plaisance au chantier Wheeler de Brooklyn (New York, États-Unis) en avril 1934. Il le paye 7 455 $ et le baptise Pilar.
Pendant 26 ans (jusqu'en 1960), Hemingway et son bateau croisent et pêchent assidûment dans les eaux de Key West (Floride), les Marquesas Keys, et dans le Gulf  Stream au large de Cuba. À la fin des années 1930, ils vont trois fois à Bimini (Bahamas), et Ernest s’y rend célèbre par ses exploits dans 3 domaines : pêche au gros, boisson et bagarres. Il y a souvent à bord des invités : amis, célébrités, parents.
Hemingway était un grand pêcheur sportif au gros. Il est considéré comme un des fondateurs de ce sport, et son nom figure en bonne place sur la liste affichée dans le hall des célébrités de l'International Game Fish Association.
La Pilar et les moments que Hemingway a passé en mer à son bord ont inspiré plusieurs de ses livres : The Old Man and the Sea (Le Vieil Homme et la Mer), To Have and Have Not (En avoir ou pas), et Islands in the Stream (Îles à la dérive). Hemingway et sa Pilar ont aussi contribué à la recherche scientifique océanographique (l'écrivain a été correspondant de la Smithsonian Institution) — et pendant la Seconde Guerre mondiale à la lutte contre les sous-marins allemands.

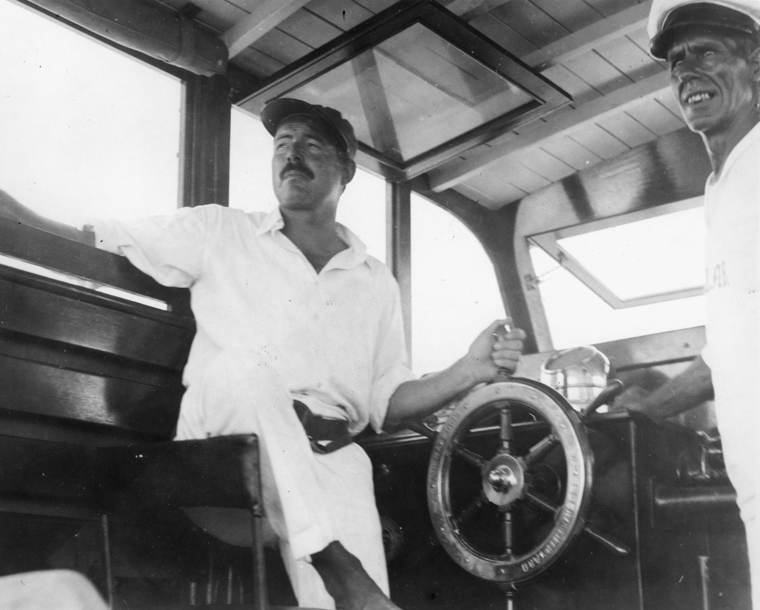
Hemingway avec Carlos Gutierrez (le matelot qui a précédé Gregorio Fuentes) à Key West, en 1934. Ernest Hemingway a 35 ans et la Pilar est toute neuve

## Acquisition
Hemingway achète son bateau le 18 avril 1934, alors qu’il revient d’un safari en Afrique : il a touché une avance sur son livre Green Hills of Africa (Les Vertes Collines d'Afrique), et il la consacre au premier versement.
La Pilar est une version modifiée du modèle « Playmate » de chez Wheeler. Le prix fixé est de 7 495 $, compte tenu des modifications demandées par Hemingway : toit du rouf consolidé (il pourra être aménagé ultérieurement en 2e pont surélevé), réservoir à vifs, motorisation spéciale (un moteur Chrysler de 75 ch pour la croisière, un moteur Lycoming de 40 ch pour la pêche à la traîne), rouleau de poupe pour embarquer les gros poissons, 6 couchettes, réservoir d'eau douce de 300 gallons, une glacière pour conserver aussi longtemps que possible 1 200 kg de glace, des réservoirs de carburant permettant d'avoir 500 milles marins (926 km) d'autonomie.
La Pilar est peinte en noir, alors que la couleur livrée en série est le blanc. Une fois terminée sur le chantier Wheeler de Coney Island (Brooklyn, New York), elle est transportée par train jusqu’à Miami. Là, elle est mise à l’eau, Hemingway en prend livraison et l’emmène à Key West. Il pêche en route quelques espadons voiliers.
À Key West, la Pilar est amarrée grâce à un ami d’Ernest, le propriétaire de la quincaillerie locale, au ponton de l’US Navy, pratiquement inutilisé à l’époque : elle attend son propriétaire à quelques blocs de distance de la maison d'Ernest Hemingway.

## LaPilaret l’ichtyologie

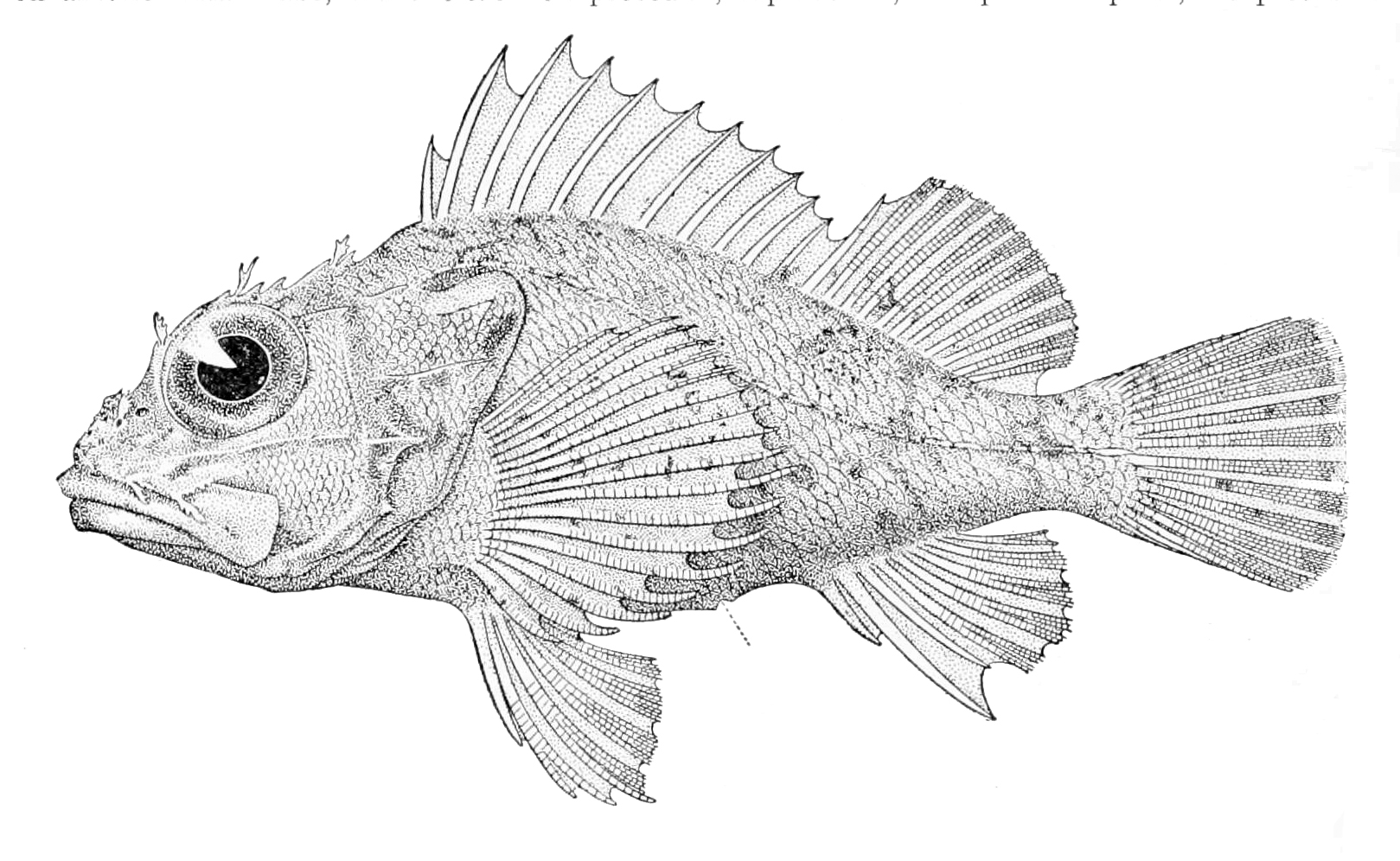
Un neomerinthe (poisson épineux de la famille des Scorpaenidae, comme la rascasse) reçut le nom de Neomerinthe hemingwayi. Ici représenté : le Neomerynthe rufescens.

Hemingway, qui était correspondant de la Smithsonian Institution, a invité à bord de la Pilar Charles Cadwalader (le directeur de la Philadelphia Academy of Natural History) et Henry Fowler (le directeur du laboratoire d’ichtyologie de l’académie) : ces scientifiques veulent établir la taxonomie du marlin, et de ses différentes variations morphologiques : marlin bleu, marlin blanc, marlin noir et marlin rayé.
Paradoxalement, c’est un poisson de roche sans valeur sportive et dangereux par ses aiguillons (le Spinycheek Scorpionfish) qui porte le nom de Neomerinthe hemingwayi .
Dans son roman Îles à la dérive, le héros Thomas Hudson croise autour de Cuba à la tête d'une « expédition scientifique » qui s'avère être, en fait un équipage d'irréguliers à la recherche de sous-marins allemands.

## Les expéditions à Bimini

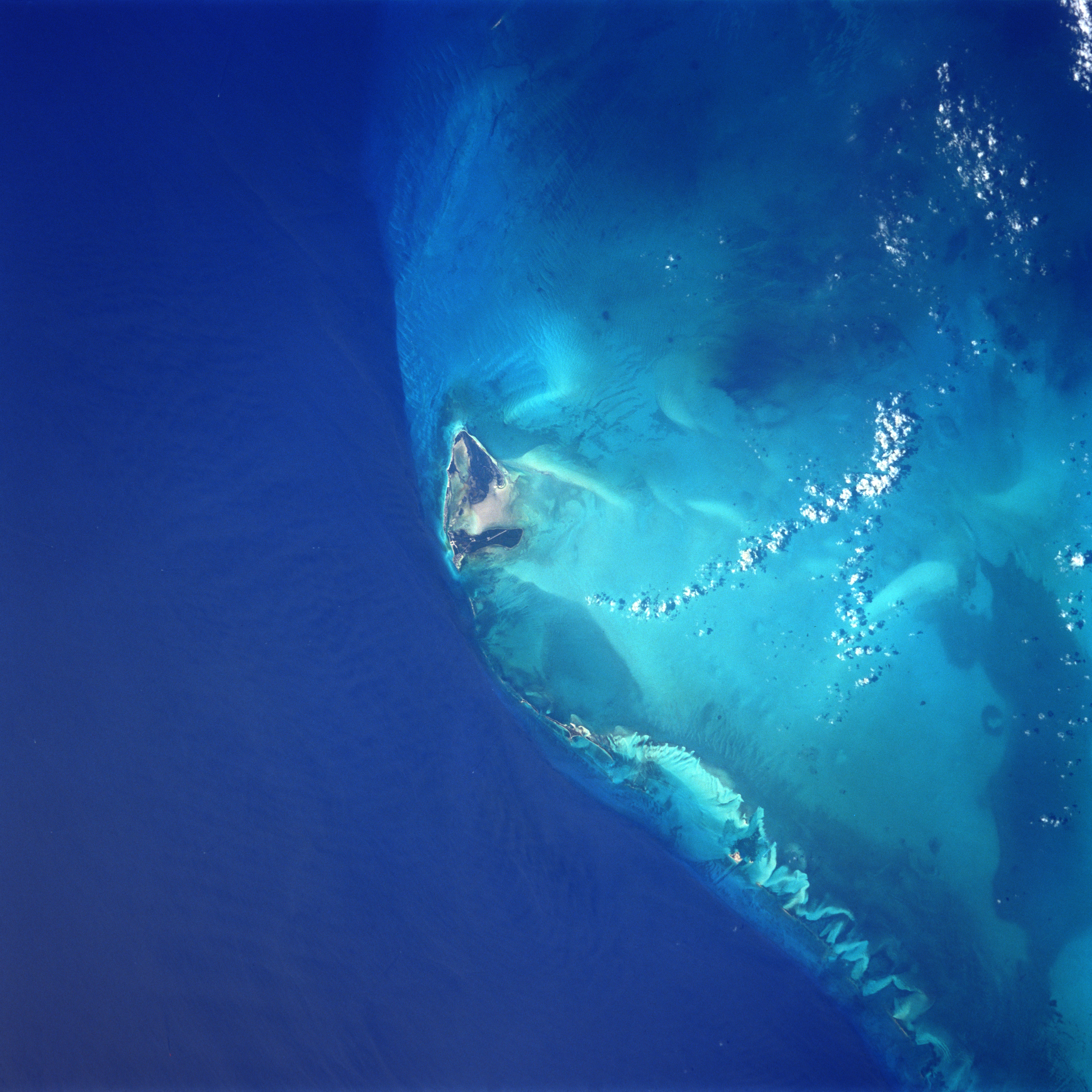
Les Bimini vues du ciel. Dans la 2e moitié des années 1930, la Pilar a souvent croisé sur la profondeur bleue du Gulf Stream, entre le plateau corallien des Bahamas à droite, et la Floride, invisible à gauche)

La Pilar emmena trois fois Hemingway, sa famille et ses amis à Bimini. Ce petit archipel des Bahamas situé à 53 miles (80 km environ) à l'est direct de Miami, dépendance de la Couronne britannique et haut-lieu du trafic des bootleggers pendant la Prohibition (1919-1933) commençait à devenir célèbre comme site de pêche au gros.
Lors de son 1er voyage (avril 1935), alors qu'à bord de la Pilar se trouvent ses amis John Dos Passos et le peintre Henry Strater, quelques heures après le départ, Hemingway se blesse aux jambes en voulant achever avec son Colt un requin qu’il venait de pêcher.
Après être revenu à Miami pour se faire soigner, il repart, et intitule un article qu'il envoie à Esquire : « Hemingway blessé par un projectile : encore une fois ! ».

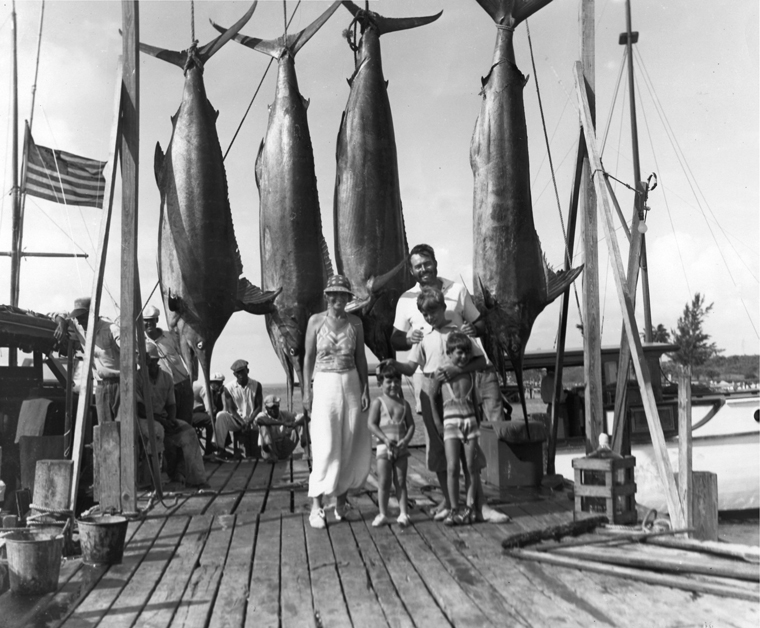
Posant devant 4 gros marlins, en 1935 à Bimini, Ernest Hemingway avec sa 2e épouse (Pauline Pfeiffer) et leurs 2 fils Patrick (7 ans) et Gregory (4 ans). Jack (12 ans), le fils d'Ernest et de Hadley Richardson se trouve devant son père.

Les deux années suivantes, Hemingway revient à Bimini. Il pêche avec Bror von Blixen-Finecke, l’ex-époux de Karen Blixen qu'il avait rencontré lors de son safari de 1933 en Afrique.
À Bimini, Hemingway est le 1er pêcheur sportif à rapporter un thon géant avant qu'il ne soit attaqué par les requins. Il observe que, alors que les requins respectent jusqu’au dernier moment un marlin pris à la ligne à cause de son épée, ils attaquent systématiquement les thons avant qu’on puisse les hisser à bord, et prélèvent d’énormes bouchées sur la prise (d'où l'expression « apple-coring » : transformation en trognon de pomme).
Pour éviter que les thons qu'il ramène ne soient à moitié dévorés par les requins, Hemingway essaie alors de pêcher à partir d’une annexe : il espère que le thon va la remorquer et se fatiguer plus vite, avant que les requins ne soient attirés.
Puis Hemingway met en pratique une nouvelle technique associée à une nouvelle tactique. La technique est celle du « pump and reel » (pomper-mouliner) : le pêcheur cherche à ramener le poisson en levant la canne (et en restant en deçà des risques de rupture de la ligne), puis baisse sa canne en moulinant rapidement pour « faire rentrer » la longueur de ligne qu'il a réussi à gagner, ce qui nécessite des qualités athlétiques alliées à des capacités intuitives (pour déjouer les parades du poisson). La tactique consiste à ramener le thon en force rapidement avant que les requins n'arrivent, au lieu de le laisser filer en le freinant pour qu'il se fatigue. Le pêcheur a donc tendance à utiliser une ligne de gros diamètre, plus résistante. Mais le thon, qui est un fuseau de muscles, est aussi très intelligent, et sait éviter les lignes trop grossières ; le pêcheur doit donc utiliser la ligne la plus fine possible. L'expérience du pêcheur (et de son équipage) entrent aussi en jeu : il doit faire mordre le poisson sur une ligne d'assez gros diamètre, qui lui permettra de ramener le poisson, et donc tenir compte de la turbidité de l'eau, des conditions atmosphériques, choisir l'appât le plus tentant possible pour la proie, éventuellement l'exciter en créant une compétition entre lui et ses congénères, etc.

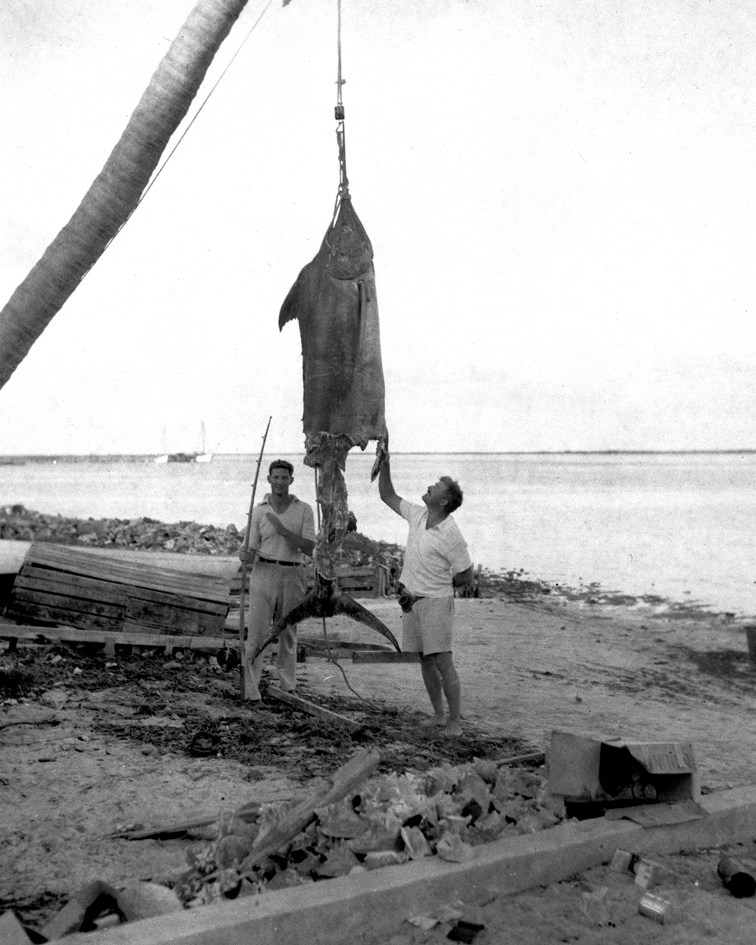
Bimini, 1935. Hemingway (à droite) et son ami le peintre Henry Strater, avec les restes d'un énorme marlin, qui aurait été un record s'il n'avait pas été dévoré (apple-cored) par les requins avant qu'il ait pu être remonté à bord.

À Bimini, Hemingway et Henry Strater, son ami depuis plus de 15 ans, se fâchent à propos d'un marlin géant. Mike Strater, à bord de la Pilar, a ferré ce marlin, l'a travaillé, ramené, et les requins l'ont à moitié dévoré avant qu’il ait pu être remonté à bord (voir photo ci-contre). Les restes de ce marlin pesaient en l’état plus de 500 livres, et il devait probablement atteindre les 1 000 livres avant d’être attaqué. Alors que Mike finissait de ramener sa prise, Hemingway a tiré sur les requins qui tournaient autour du bateau avec son pistolet mitrailleur Thompson, afin de les écarter, et le résultat a été exactement l’inverse de ce qu’il espérait : les requins ont été excités (et attirés en plus grand nombre) par la diffusion dans l’eau du sang de leurs congénères et des ondes de choc des grosses balles de Thompson. Et de plus un article du Time Magazine attribue la prise du marlin géant à Hemingway, ce qui envenime définitivement l'affaire.

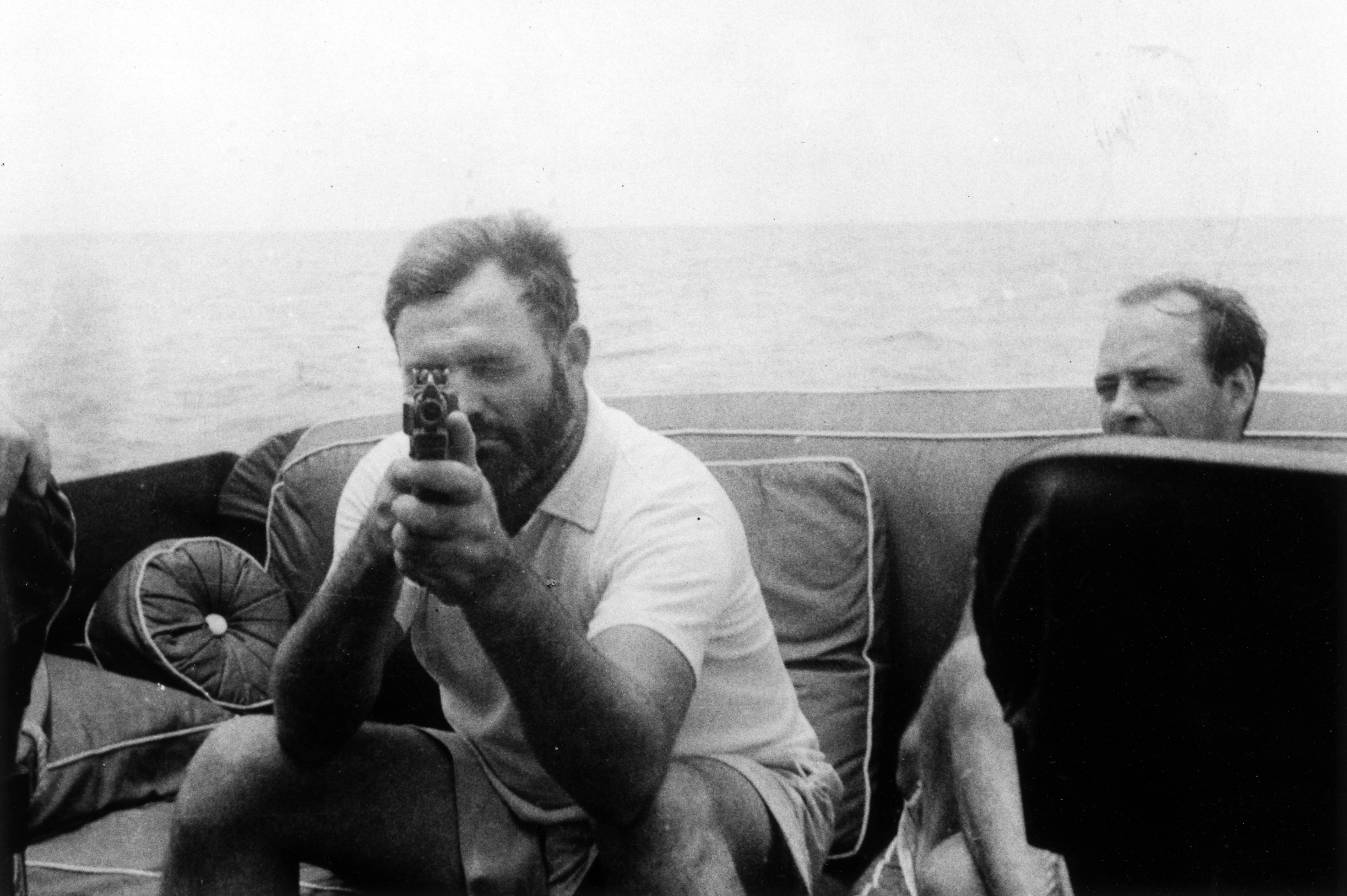
Une fine plaisanterie de Hemingway : en 1935, à bord de la Pilar, il met en joue l'ami qui le photographie avec sa Thompson calibre .45 (le chargeur n'est apparemment pas engagé, et on espère que la culasse était vide…)

L’incident du marlin dévoré a pu inspirer à Hemingway sa nouvelle The Old Man and the Sea (Le Vieil Homme et la Mer, prix Pulitzer 1953) : un pauvre pêcheur cubain ferre un marlin géant et, après une lutte longue et éprouvante, arrive à l'attacher au flanc de sa barque (le poisson est plus grand que le canot lui-même), mais les requins dévorent sa prise avant qu’il ait pu revenir à la côte.
Pendant ses séjours à Bimini, Hemingway écrit plusieurs articles pour le magazine Esquire, et travaille à son recueil de nouvelles To Have And Have Not (En avoir ou pas). Il ramène de nombreux marlins et thons de grande taille, sa réputation de pêcheur au gros grandit. Il organise aussi des matches de boxe avec les îliens, et offre 100 $ (et même jusqu'à 250 $ selon certaines sources) à l'homme qui lui tiendra tête pendant quelques rounds.
Il se bat aussi hors du ring : à la grande joie des îliens (qui incluent ce haut fait dans une chanson locale), il met K.O. Joe Knapp, un riche propriétaire de journal, qui l’a traité de « big fat slob » (gros crétin).
Une version de l’incident est rapportée par Hemingway dans son livre Islands in the Stream (Îles à la dérive) (1re partie : Bimini).
À Bimini, Hemingway vit à bord de la Pilar, puis loue un cottage près de Brown's Dock. Il loge finalement à l'Hôtel du Complet Pêcheur à la Ligne (Compleat Angler Hotel), chambre no 1.
À Bimini, les fils d'Hemingway pêchent le bonefish (Albula vulpes) et le snapper (tassergal), nagent, bronzent, font de la pêche sous-marine. Ces vacances heureuses ont inspiré le 1er chapitre (intitulé Bimini) du livre d'Hemingway Îles à la dérive (écrit autour de 1950, paru en 1970) ; en particulier la farce montée par le héros du livre, Tom Hudson, ses 3 fils et leur ami Roger Davis a certainement été jouée par l'auteur et sa famille aux passagers des yachts voisins de la Pilar.

## LaPilarà Cuba

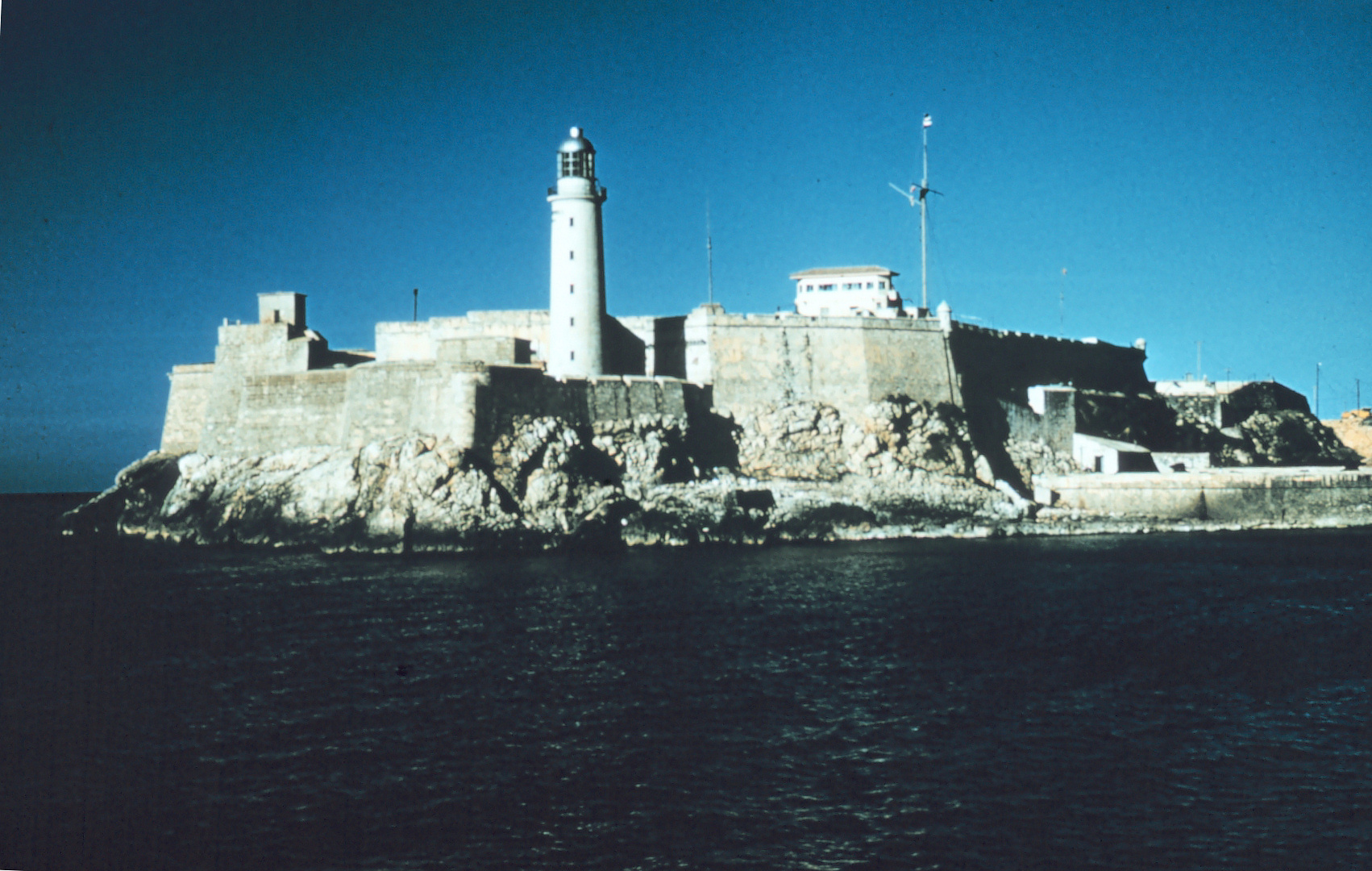
À l'entrée du port de La Havane, le Fort El Morro (El Castillo de los Tres Reyes del Morro, « le château des 3 Rois du Promontoire »), que la Pilar a souvent doublé

En 1940, Hemingway et Martha Gellhorn (correspondant de guerre très connue dans le milieu des journalistes « baroudeurs », elle sera sa 3e épouse) partent vivre à Cuba.
Hemingway y restera pendant 20 ans, écrivant, pêchant, et menant joyeuse vie à La Havane ; Martha, qui s’éloigne assez rapidement de son mari, retournera à Key West en 1942, alors qu'Ernest restera à Cuba.

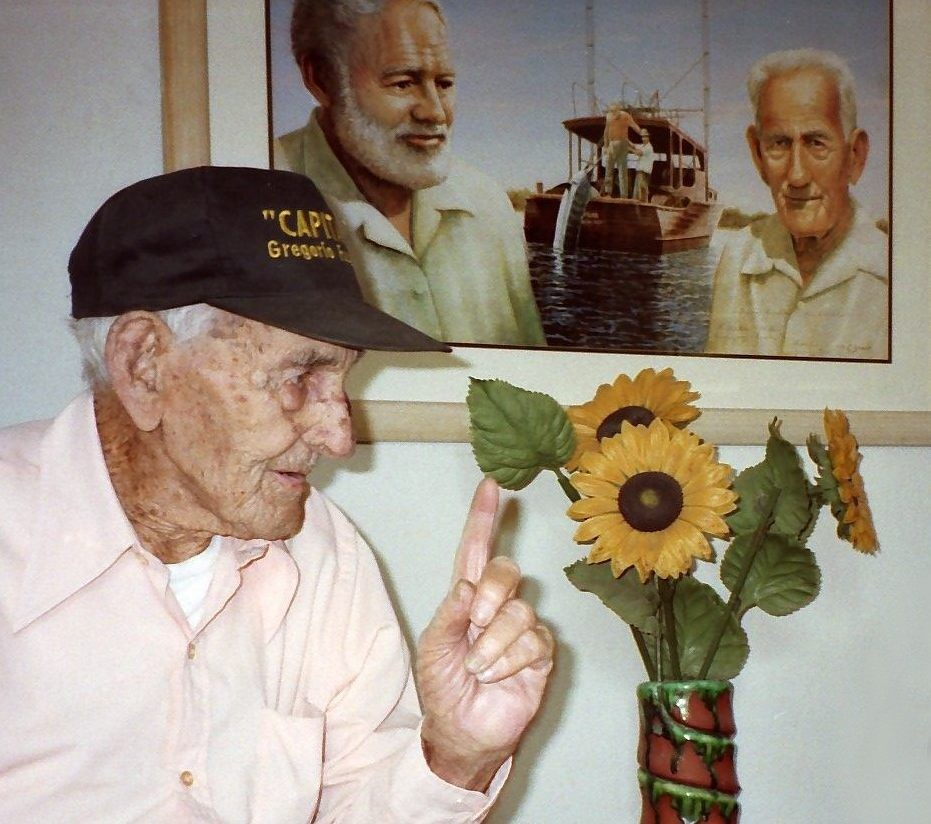
Gregorio Fuentes, matelot d'Hemingway et gardien de la Pilar, ici âgé de 101 ans. Au mur une intéressante vue d'artiste de Fuentes et Hemingway sur la Pilar dans les années 1950 : la Pilar est bien représentée, avec son matériel de pêche sur le pont supérieur, et un marlin à demi-hissé sur la plage arrière

À Cuba, Hemingway amarre la Pilar au port de La Havane et vit dans le centre, buvant au bar El Floridita, travaillant et dormant à l’Hotel Ambos Mundos ; puis il achète la propriété Finca Vigía (La Ferme-Vigie), sur les hauteurs de San Francisco de Paula, un village situé à 14 miles à l'est de La Havane, et amarre la Pilar au petit port de pêche de Cojímar.
Hemingway quitte Cuba en 1960, en laissant la Pilar à la garde de Gregorio Fuentes (voir le chapitre final Exposition).

## LaPilarcomme patrouilleur anti-sous-marins
De juin 42 à fin 43, Hemingway n’écrit pas, il fait partie de la Hooligan Navy (« l’Escadre des Voyous »), un groupe de propriétaires de yachts privés américains qui se sont mis au service de leur mère patrie, ont rejoint les Coast Guards et se consacrent à la recherche des sous-marins allemands dans la mer des Caraïbes : après  Die Glücklicht Zeit (« le temps heureux » pour les sous-marins allemands) de juin 1940 à février 1941, les Alliés réagissent vigoureusement en utilisant tous les moyens disponibles.
En 1942 aux États-Unis, la population (surtout dans les états du Sud) était  persuadée que des U-Boote hantaient le golfe du Mexique.
Les circonstances qui amènent la Pilar à devenir patrouilleur sont maintenant connues depuis l'ouverture des archives du FBI ; elles sont  révélatrices des mœurs politiques du temps, et de la personnalité d'Hemingway. Après l'entrée en guerre des États-Unis, Hemingway, qui a noué une amitié avec Spruille Braden, ambassadeur des États-Unis à Cuba lui offre ses services : il se fait fort, grâce à sa connaissance de la langue espagnole, à ses relations, et aux liens qu'il a sur place avec les émigrés espagnols et les gens du peuple cubain (domestiques, barmen, serveurs de restaurants locaux, prostituées etc.) de pouvoir livrer à l'ambassadeur des renseignements utiles, en particulier sur les activités des sujets allemands et des membres de la Phalange pro-franquiste amis du IIIe Reich et très nombreux à Cuba.
Hemingway obtient l'approbation de R.G. Leddy, legal attaché de l'ambassade et agent du FBI à La Havane (bien qu'il l'ait présenté en public, apparemment « pour plaisanter », comme le « représentant local de la Gestapo), » chiffre ses frais à 1 000 $ par mois, et obtient aussi qu'un certain Gustavo Durán, un ami républicain espagnol émigré aux États-Unis, vienne fin 1942 l'aider à Cuba dans sa collecte de renseignements.
À Washington DC, Edgar Hoover est embarrassé : pour lui, Hemingway est un gauchiste connu, qui de plus s'est illustré en 1940, en signant une pétition contre les « activités liberticides » du FBI. Après analyse, Hoover résume pour ses subordonnés la conduite à tenir vis-à-vis de l'écrivain connu qui vient chasser sur ses terres : dans un mémorandum daté du 19 décembre 1942, il écrit : « Personnellement, je réalise bien entendu que cette sorte de connexion ou de relation est totalement inadéquate. À mon avis Hemingway est certainement le dernier homme que nous devrions utiliser dans ce but. Son jugement est loin d'être sain, et si sa sobriété est ce qu'elle était il y a quelques années, nous devons évidemment nous méfier. ».
Et Hoover conclut en conseillant cependant à ses exécutants « d'attendre pour voir » : le Président lui a parlé d'Hemingway récemment, car Martha Gellhorn, l'épouse d'Hemingway, est venue séjourner chez son amie Eleanor Roosevelt à Washington… Le FBI continuera à surveiller Hemingway, en attendant son heure.
Cependant à La Havane Hemingway se comporte en chef de réseau (il a humoristiquement baptisé son service de renseignements the crook factory, « l'usine à tuyaux percés ») et en outre croit bon de dénoncer à voix haute la corruption (graft) de l'oligarchie en place, et transmet à son officier-traîtant des renseignements que le FBI juge n'être que des rumeurs sans fondement véritable mais très alarmantes : ainsi le chef de la police, le général Benites, pourrait profiter de la visite officielle que Fulgencio Batista (accompagné de l'ambassadeur Braden) va prochainement effectuer à Washington pour prendre le pouvoir à Cuba… 
Comme il sera somme toute moins gênant en mer qu'à terre, Hemingway est autorisé à patrouiller les côtes de Cuba sur sa Pilar : sa mission sera de rechercher les sous-marins allemands qui barrent la route aux tankers américains venant de  La Guaira (grand port du  Venezuela) ou aux cargos chargés de bauxite venant de Kingston (La Jamaïque) . Des U-Boote, craint-on aussi, peuvent éventuellement débarquer des espions et des saboteurs sur ou à proximité des côtes sud des États-Unis.
Hemingway, ravi de partir en guerre (mais il souligne que ces patrouilles vont l'empêcher de réaliser un fructueux reportage sur les Tigres Volants de Birmanie pour la revue March of the Time) sera bien entendu remboursé de ses frais ; il obtient aussi la promesse que ses matelots civils seront pensionnés en cas de blessures ou mort survenues pendant les patrouilles.

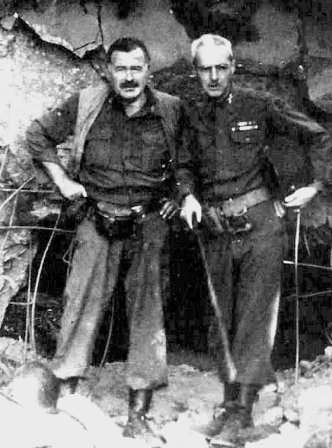
Deux ans avant de poser pour cette photo, Hemingway croisait avec la Pilar, à la recherche de sous-marins allemands en mer des Antilles. Il est ici avec le colonel Charles T. Lanham lors de la bataille des Ardennes (décembre 1944-janvier 1945)

La Pilar reçoit de l’ambassade des États-Unis à La Havane un poste de radiogoniométrie Huff-Duff (qui permet de localiser l'ennemi lorsqu'il transmet des messages radio), des pistolets mitrailleurs Thompson et des grenades antipersonnel. Un sergent des US Marines est même affecté, comme agent de transmissions, à la Pilar, dont l'indicatif radio sera la lettre morse V. L'équipage comprend aussi 3 matelots basques en pleine forme physique et bons joueurs de pelote basque.
Le rôle des bateaux de la Hooligan Navy était en principe uniquement d’observer et de signaler, mais Hemingway avait élaboré un plan d’attaque : si elle repérait un U-Boot en surface, la Pilar (jouant au bateau innocent, voire sympathisant, ou désemparé) s’approcherait à faible vitesse, et, une fois à contrebord, les pelotaris jetteraient des grenades dans la descente puis on faucherait à la Thompson tous les marins allemands qui essaieraient de sortir sur le pont…
Pour la plupart des commentateurs, la Pilar aurait été bien démunie face à n’importe quel sous-marin allemand : en surface, même désemparé et ne pouvant plonger, un U-Boot aurait eu une vigie, et aurait annihilé la Pilar grâce à sa mitrailleuse ou son canon de pont avant que la vedette américaine n’ait pu l'approcher à portée de ses pistolets-mitrailleurs et de ses grenades à main.
Certains (dont Martha Gellhorn, qui commençait à se lasser d’Hemingway) avancèrent que ces patrouilles anti-sous-marins étaient le prétexte qui permettait à Hemingway de partir dans des croisières bien arrosées et entourées d’un fort parfum d’aventure — et  de se vanter encore plus que d’habitude dans les bars au retour. Ces patrouilles, selon les détracteurs d’Hemingway, avaient pour lui deux avantages principaux : obtenir des tickets de carburant gratuits — et s’assurer l’immunité auprès de la police cubaine quand il était arrêté alors qu’il conduisait sous l’emprise de la boisson,.
Fin 43, la bataille de l’Atlantique tire à sa fin, et la Hooligan Navy est dispersée. Hemingway va partir pour l’Europe en 44, et il couvrira la fin de la guerre (en particulier la contre-attaque allemande dans les Ardennes, The Battle of the Bulge)  et la retraite des troupes allemandes.
Les croisières anti-sous-marins de la Pilar ont eu une traduction littéraire : dans Islands in the Stream (écrit autour de 1950, et publié en 1970), Hemingway décrit les aventures de Tom Hudson, un héros inspiré d’Hemingway lui-même. Dans la 2e partie du livre, intitulée Cuba, Hudson (il a perdu successivement ses 3 fils : les 2 plus jeunes sont morts à Biarritz juste avant la guerre, dans un accident d'automobile — et le Spitfire de son fils aîné a été abattu par les Allemands) revient au port après une chasse au sous-marin allemand en mer des Antilles — et dans la 3e partie At Sea (En Mer), il est mortellement blessé alors qu'il poursuit l'équipage d'un sous-marin allemand qui a abandonné son vaisseau endommagé.

## LaPilar, personnage d’Îles à la dérive
La Pilar n'est pas nommée par son nom mais est en bonne place dans le livre, surtout dans le 3e chapitre (At Sea).

### Dans la1repartie(Bimini)
Alors que la maison de Tom Hudson est longuement décrite, sa vedette n’est presque pas mentionnée ; elle est encore neuve, elle abrite un heureux repas de famille après que le grand requin marteau a été tué, et elle manœuvre docilement pendant que le 2e fils de Hudson lutte contre l’espadon géant.
Au crépuscule, après que l'espadon s'est libéré, la vedette repart vers Bimini, cap à l'est. Hudson soigne les écorchures de son 2e fils puis confie la barre à l'ainé. Il lui donne le cap, et lui conseille, pour rester à 3 000 tours, de garder l'œil sur les cadrans et surtout d'écouter les moteurs ; quand il verra le phare, il lui donnera un nouveau cap. « Le soleil était très bas et le bateau traçait sur la mer plate, le bateau aux moteurs vivants qui poussait rapidement à travers la mer, la mer qu'il avait parcourue si lentement au cours de toutes ces heures ».

### Dans la2epartie(Cuba)
Dès son retour à la maison Tom Hudson, qui a laissé sa vedette amarrée au port, raconte à Boise, son chat préféré, comment ils sont rentrés au port de La Havane : « J’aurais aimé que tu nous voies arriver à l’entrée du port, avec la mer qui brisait sur El Morro… On est entrés comme une foutue planche de surf sur une putain d’énorme vague qui brisait ».
Puis au matin Tom Hudson descend en ville, à La Havane, pour une bordée qui devrait lui faire tout oublier.
Et quand le lendemain matin tout l’équipage est appelé pour repartir en mission, Hudson juge que sa vedette peut reprendre immédiatement la mer dans la tempête qui les attend : « Les gars ne seront pas difficiles à trouver, et elle peut prendre encore une raclée avant qu’on la tire au sec. … On a des pièces de rechange pour presque tout. Une raclée de plus, est-ce que ça compte si on arrive au contact ? ».

### Dans la3epartie(At Sea)
La vedette est l'objet des soins du capitaine, autant que chacun des hommes à problèmes de l'équipage :
- « Ils jetèrent l’ancre, et le bateau (il n'était pas assez gros pour pouvoir être appelé navire, sauf dans l’esprit de l’homme qui en était le maître) s’immobilisa, face au vent, avec les vagues qui brisaient blanches et vertes sur le récif. …L’homme sur le pont vérifia que le bateau avait du fond sous la quille, et qu’il était solidement ancré. Puis il examina le rivage, et coupa les moteurs ». Et avant de s’endormir (il a tenu la barre pendant 12 heures, vent debout) le patron demande à Antonio, le mate (second) : « Vérifie les moteurs, s’il te plait, et les niveaux des réservoirs. » ;
- après une nuit de navigation, la vedette est en vue de l'île Confites, l'odeur du café monte jusque sur la passerelle, et Antonio dit à Hudson : « les moteurs vont bien, et elle n’a pas pris l’eau, pas plus que ce qu’on pouvait attendre dans cette mer croisée" » ;
- la vedette (qui officiellement transporte une « expédition scientifique ») jette l’ancre entre Cayo Cruz et l’îlot Mégano, sur mauvais fond, avec un fort courant de marée et grand vent. Hudson ordonne à son mate de jeter une 2e ancre : « Il y avait beaucoup de vent, même ici, à l’abri de l’île, et il savait que quand la marée changerait, la vedette éviterait largement, sous la poussée du flux ». Puis, comme le second, à moitié pour plaisanter, jette une petite ancre supplémentaire à l’arrière, il lui crie : « Pourquoi n’en jettes-tu pas encore une paire ? On pourrait peut-être la faire passer pour une putain d’araignée ! ».
- avant de quitter Cayo Cruz, Antonio branche la pompe de cale. Hudson lui demande : « Elle a beaucoup pris l’eau, non ? — C’est juste un presse-étoupe. Je l’ai un peu resserré. Je préfère qu’elle prenne un peu l’eau, plutôt que de chauffer. »
- après 50 jours de sécheresse et de vent du nord-est, un grain tropical est arrivé et des fuites sont apparues dans le pont desséché : « À la nuit, après que la pluie eut cessé, il avait vérifié toutes les fuites dues à cette longue sécheresse, fait disposer des casseroles sous les gouttières, et repéré d’un coup de crayon tout ce qui était une vraie voie d’eau, pas un goutte-à-goutte ; puis il avait établi le tour de garde... »
- alors qu'il patrouille le long de la grève, Hudson ressent le bienfait de la marche après une longue navigation, et pense qu'il dormira bien ce soir, sur sa passerelle. Elle est à la fois sa chambre et son poste de commandement, et « nous nous connaissons depuis si longtemps, on pourrait être de vieux époux. […] Tu devrais quand même lui témoigner plus de considération. Et tout ce que tu fais pour elle, c’est te tenir debout sur elle et la piétiner. Est-ce là une belle façon de te conduire avec elle ? Et tout le thé froid que tu renverses sur elle… Ce n’est pas chic. ». C’est sur sa passerelle que Hudson, après avoir reçu 3 balles de 9 mm dans l’aine, se sent glisser vers la mort.

## Records

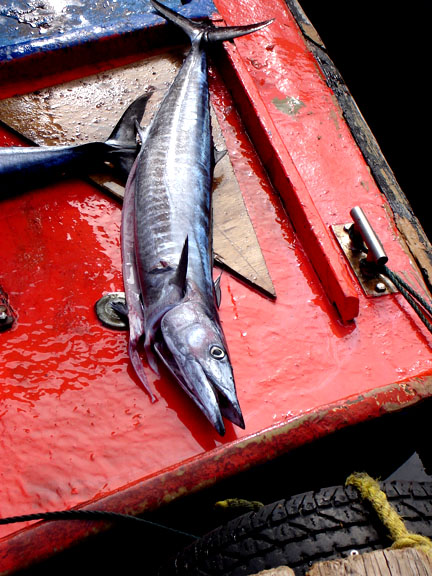
LAcanthocibium solandri, thazard noir, wahoo pour les anglophones, peto pour les hispanophones, un scombridé, est un poisson de sport à la chair délicieuse.

Avec la Pilar, Hemingway remporte pendant 26 ans de nombreux records.
En 1935, il gagne tous les concours de pêche qui ont lieu dans le triangle Key West-La Havane-îles Bimini, et l'emporte sur des pêcheurs sportifs réputés (comme Michael Lerner et Kip Farrington). En 1938 il pêche 7 marlins en une seule journée. Il est le 1er pêcheur à ramener à bord un thon géant sans qu'il soit mutilé par les requins (voir le chapitre supra « Expéditions à Bimini »).
Hemingway garde un compte minutieux de ses prises, et relève sur un log-book les noms des témoins et les circonstances de la prise (coordonnées géographiques, météo., courant, matériel etc.). Lors de la 1re saison de pêche de la Pilar, c'est un matelot du  bord, Arnold Samuelson (alors apprenti écrivain) qui note ces données sous la dictée d'Hemingway. Par la suite, Samuelson tape ses relevés à la machine (ils sont exposés au John F. Kennedy Presidential Library and Museum.), puis il rédige un livre de souvenirs que sa fille publiera après la mort de son père.
Le « Concours Hemingway de Pêche au Gros » (Hemingway Fishing Tournament) a lieu à Cuba depuis 1950. Il dure 4 jours, et les concurrents s'attaquent au marlin, thon, wahoo et autres poissons de sport avec une ligne de résistance maximum 50 livres. Actuellement, seuls les spécimens de taille record sont gardés, les autres sont marqués et relâchés.
Hemingway a remporté son trophée lors des 3 premiers concours, et a remis lui-même le prix à Fidel Castro lorsque el líder máximo l'a remporté en mai 1960, ce qui a fourni à l’assistance l’occasion d’acclamer los dos barbudos.

## Ont été invités à bord de laPilar

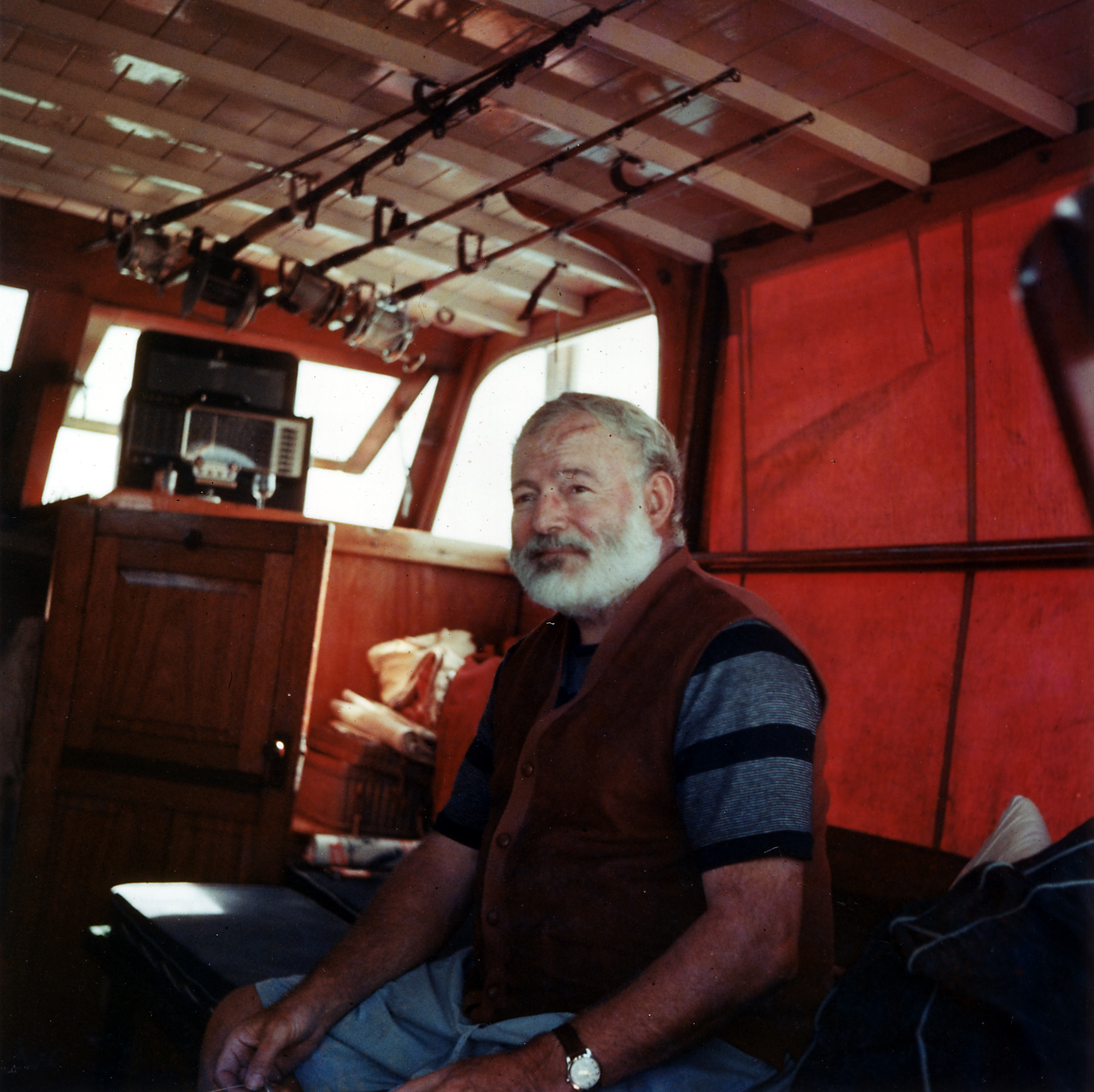
1950 : Ernest Hemingway assis dans le poste de la Pilar. Noter les cannes et moulinets accrochés au toit, les petits verres posés devant la radio, la solidité de la construction en teck — les cicatrices sur le front et le visage de l'écrivain (séquelles d'accidents : une chute de vasistas à Paris en 1928, une collision automobile en 1945) — et les callosités de sa main droite. Photo à comparer avec celle prise en 1935 (voir au début de l'article)…

- Archibald MacLeish, poète, écrivain, 3 fois prix Pulitzer
- Ava Gardner
- Bror von Blixen-Finecke, chasseur professionnel, ex-époux de Karen Blixen[51]
- Fidel Castro
- Henry Strater, artiste peintre
- Waldo Peirce, artiste peintre
- John Dos Passos
- Sara Murphy (du couple de richissimes mécènes Gerald et Sara Murphy),
- Michael et Helen Lerner, propriétaires d'une marque de prêt-à-porter féminin, fils et belle-fille du compositeur Alan Jay Lerner[52] et pêcheurs sportifs passionnés.

## LaPilarest exposée à Finca Vigía

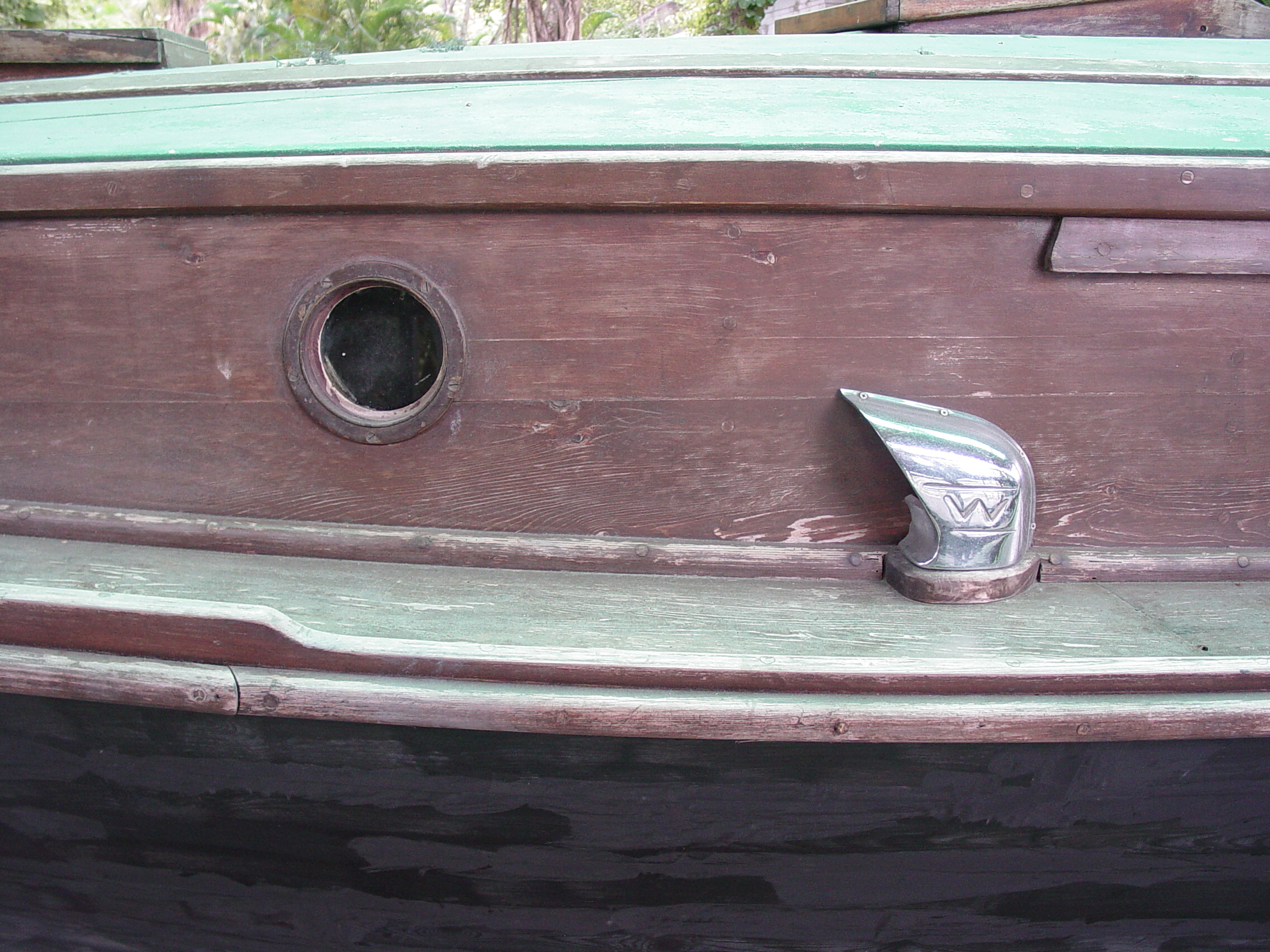
Un aspect du pont de la Pilar (photo faite en 2006 par Adam Jones). Le soin apporté à la mise en œuvre du bois de teck (la Pilar a 72 ans en 2006, et se trouve actuellement au sec, sur un ber en ciment, sous un auvent, dans un climat tropical) de même que la qualité de l'accastillage sont évidents.

La Pilar a été amarrée pendant longtemps dans l'anse de Cojímar ; elle était gardée par Gregorio Fuentes, une figure locale, et Hemingway était populaire parmi les pêcheurs : la résistance à l'alcool de ce macho était proverbiale, il payait à boire à la cantina, il avait rendu Cuba et ses pêcheurs célèbres et partageait avec eux l'amour de la mer…  
Les aventures de ces hommes rudes et simples, qui partaient en haute mer pêcher à la ligne sur leurs canots, inspirèrent à Hemingway son récit The Old Man and the Sea (Le Vieil Homme et la Mer) .
Le succès de la nouvelle (en espagnol : El viejo y el mar), pour laquelle Hemingway reçut le Prix Pulitzer en 1952, remplit les Cubains de fierté, et le prix Nobel de littérature décerné à Hemingway en 1954 renforça encore la popularité  du « yankee devenu cubain d’adoption ».
L’écrivain affirmait d’ailleurs que « le prix Nobel revenait en fait à Cuba » et dans son discours de remerciement il écrivit qu’« il était le premier sato cubano à recevoir cette importante  récompense ».

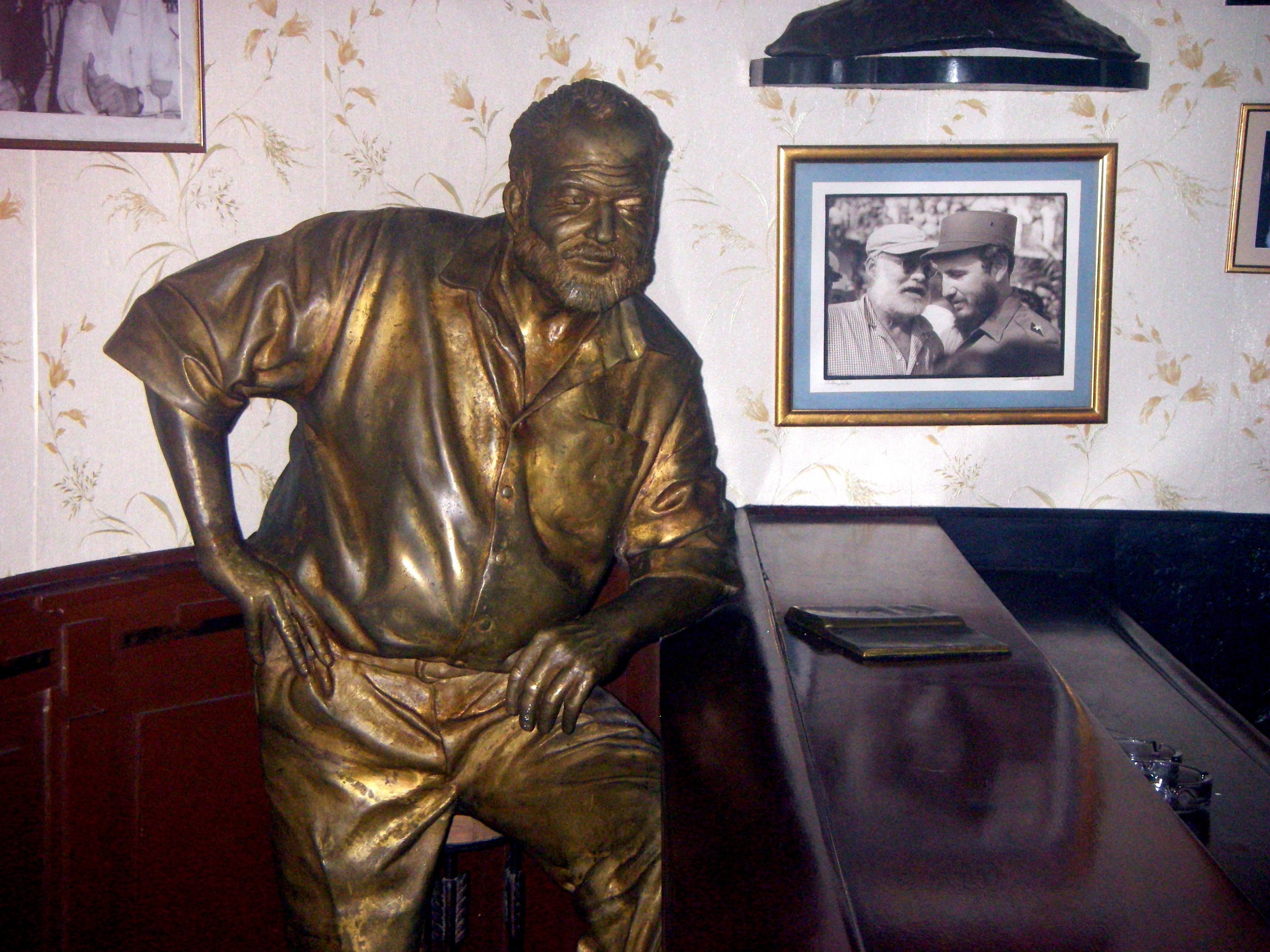
Au mur du bar El Floridita de La Havane, dans le coin favori d'Hemingway, on peut voir une photo datée de mai 1960 (15 mois après la prise de pouvoir des Barbudos à Cuba) : Hemingway remêt son trophée de pêche au gros à Fidel Castro.

Hemingway quitta Cuba en 1960. Il avait semble-t-il l'intention d'y revenir, étant en bons termes avec Fidel Castro, mais sa santé s'altérait ; le débarquement de la baie des Cochons survint en avril 1961, et l’écrivain se donna la mort début juillet 1961.
Pour Ada Rosa Alfonso Rosales, directrice du Museo Ernest Hemingway, il est clair que si Hemingway a quitté Cuba où il se trouvait bien et où il était aimé (ses biens n'ont pas été touchés lors de la prise du pouvoir par les Barbudos de Castro), c'est que, affaibli par l'âge et la maladie, il a cédé aux  pressions du gouvernement américain, et du FBI en particulier. Et elle ajoute : « Pour lui, il était évident qu'il reviendrait. Pas seulement  pour les biens matériels qu'il y avait laissés, mais parce qu'il  adorait Finca Vigía. C'était l'endroit où il écrivait, où il revenait chaque fois. Un endroit dont il était fier, avec ses 18 variétés de manguiers, proche de La Havane. Et proche aussi de Cojímar, où il embarquait sur son yacht Pilar. ».

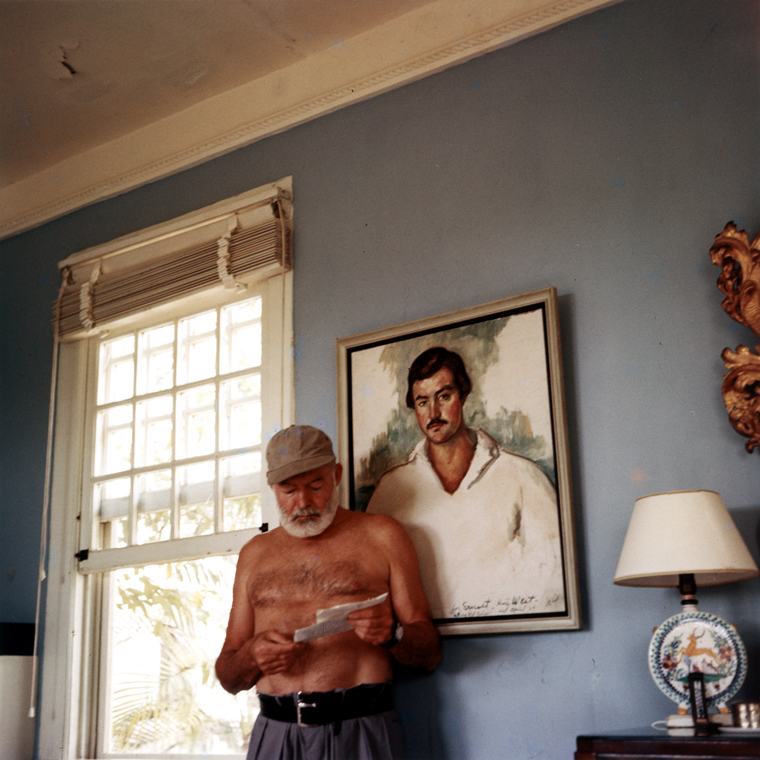
Hemingway chez lui à Finca Vigía (en 1953), devant son portrait en Kid Balzac par Waldo Peirce (1929)

Hemingway, en quittant Finca Vigía, a laissé la Pilar à la garde de Gregorio Fuentes. Après la mort d'Ernest, sa veuve donna la Pilar à Gregorio Fuentes. Gregorio est mort en 2002 (à l'âge de 104 ans), et la Pilar est maintenant propriété du peuple cubain. Elle est exposée à Finca Vigía, la propriété d'Hemingway transformée en Museo Ernest Hemingway.
Gregorio Fuentes a pu servir de modèle à Hemingway pour ses personnages : Santiago (le pêcheur dans Le Vieil Homme et la Mer), dans Îles à la dérive Eddie (le matelot-cuisinier-pêcheur truculent et imbibé mais très efficace du chapitre Bimini), et Antonio (le fidèle second-cuisinier du chapitre At Sea).
Une réplique grandeur nature de la Pilar se trouve au magasin Bass Pro Shops, à Islamorada (Floride).

### Sources
- (en) Cet article est partiellement ou en totalité issu de l’article de Wikipédia en anglais intitulé « Pilar (Ernest Hemingway's boat) » (voir la liste des auteurs).

## Annexe
- Ernest Hemingway
- Jack Hemingway , devenu un pécheur de renom
- Henry Strater
- Waldo Peirce
- Spruille Braden
- Îles à la dérive